# Aeroportul Kugaaruk
Aeroportul Kugaaruk (IATA: YBB, ICAO: CYBB) este un aeroport din Kugaaruk⁠(d), Nunavut, Canada ce deservește zona Kugaaruk⁠(d). A fost numit după zona deservită.
Situat la o altitudine de 17 m, aeroportul dispune de o singură pistă.